# 루이 리엘

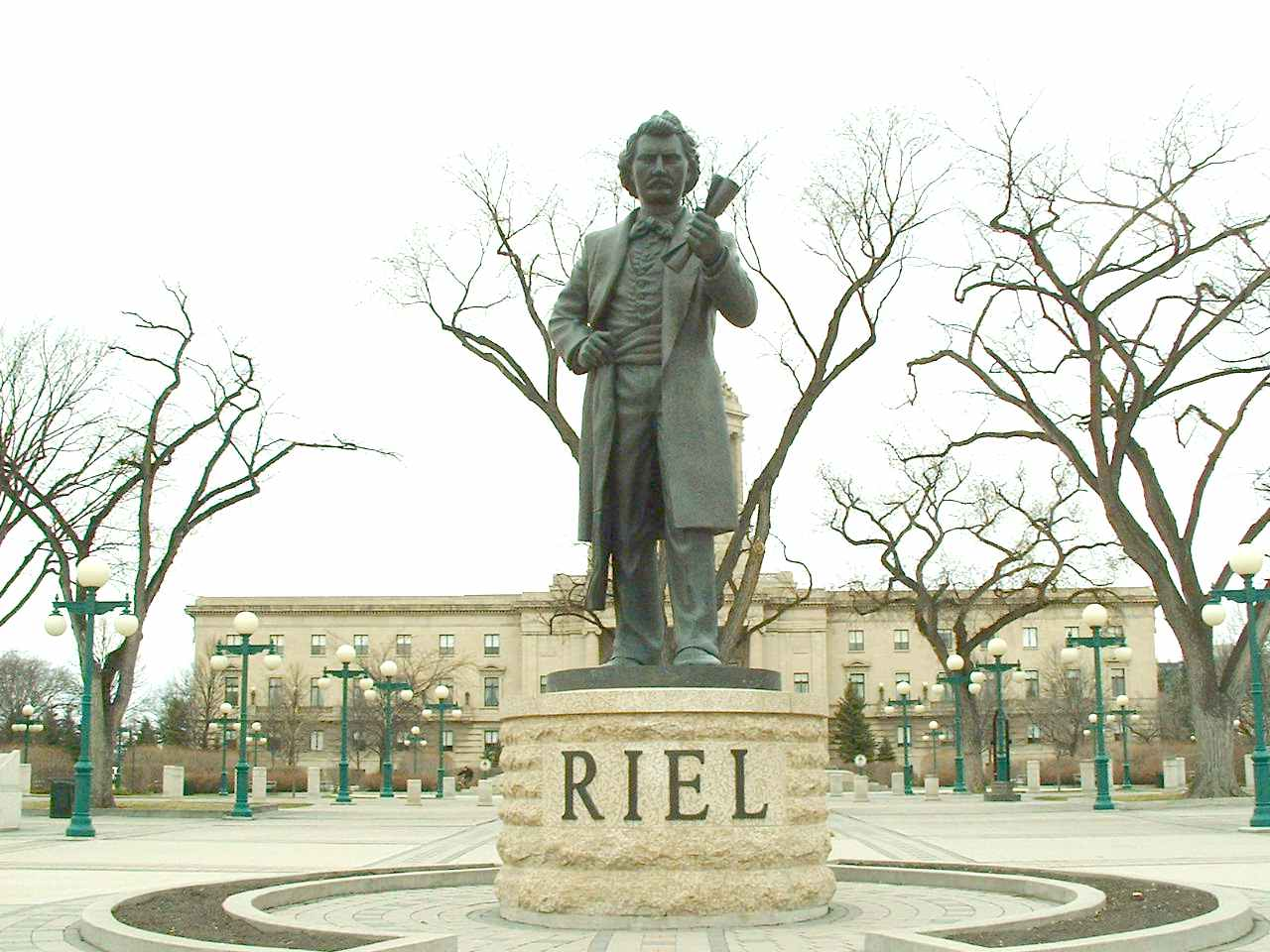
루이 리엘

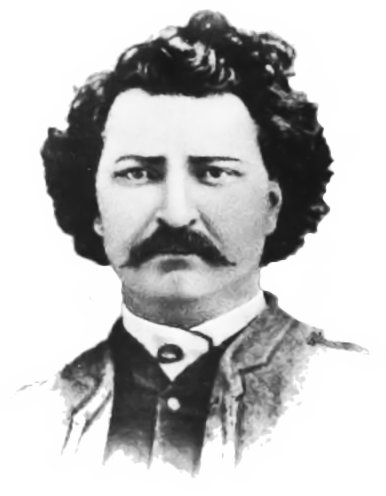
루이 리엘

루이 리엘(프랑스어: Louis "David" Riel 1844년 10월 22일 - 1885년 11월 16일)은 캐나다의 정치인으로서 매니토바주의 설립자이며, 캐나다 대평원의 메이티(캐나다 원주민과 프랑스계 캐나다인의 혼혈)들의 지도자였다. 캐나다 역사상 가장 복잡한 평가와 논쟁을 불러일으키는 비극적 인물로 평가받고 있다.